# Thalassarche steadi
El albatros manto blanco o albatros corona blanca (Thalassarche steadi) es una especie de ave marina procelariforme del género Thalassarche, de la familia Diomedeidae. Se reproduce en islas oceánicas de Nueva Zelanda. 

## Taxonomía
Este taxón fue descrito originalmente en el año 1933 por el ornitólogo Robert Alexander Falla. Fue considerada una subespecie de Thalassarche cauta, es decir: Thalassarche cauta steadi.

## Características
Esta especie tiene promedios de 90 a 99 cm de largo total, con una envergadura de 220 a 256 cm. Cuenta con una capa blanca, que contrasta con el pálido gris plata de la cara y con la frente oscura. Algunos adultos tienen la espalda blanca, con las puntas de las plumas de color marrón. El manto es gris oscuro y la cola negra. La mayor parte del resto del cuerpo es de color blanco. El pico es gris pálido a azul con la punta amarilla. El juvenil tiene el pico gris con la punta oscura, la cabeza es oscura, y muestra un collar de color gris.

## Distribución y conservación
Esta especie es un endemismo reproductivo de las islas de Nueva Zelanda, contando con una población estimada en 75 000 parejas reproductoras, y aproximadamente entre 350 000 a 375 000 ejemplares en total. La mayor población se encuentra en la isla Disappointment con 72 000 parejas; le siguen la de la isla Auckland con 3000 parejas, la isla Adams con 100 parejas, y la isla Bollons de las islas Antípodas también con 100 parejas.
Juveniles y ejemplares adultos no nidificantes se cree que se alimentan en el Atlántico suroccidental; una prueba de ADN de un ejemplar capturado en las islas Georgias del Sur lo confirmó. Además, forrajean en la costa sudoeste de África. Los juveniles rápidamente se establecen en el Atlántico sur y el suroeste del océano Índico.
En Sudamérica fue reportado de las aguas de la Argentina, Brasil, Chile, Perú y Uruguay, además de todos los archipiélagos del Atlántico sur: islas Malvinas, islas Georgias del Sur, e islas Sandwich del Sur. Allí sufre, al igual que en otras regiones del mundo, de alta mortandad por enganches accidentales fruto de la acción de la pesca comercial.